# Karl Müssel
Karl Müssel (geb. am 17. Juni 1922; gest. am 17. Februar 2008) war ein deutscher Pädagoge, Historiker und Heimatkundler.

## Biografie
Nach seiner Zeit als Soldat im Zweiten Weltkrieg studierte Müssel an der Universität Erlangen Deutsch, Geschichte und Erdkunde. Anschließend war er von 1951 bis zu seiner Pensionierung im Jahr 1984 als Lehrer am Bayreuther Gymnasium Christian-Ernestinum tätig.
Als Stadthistoriker verfasste er im Ruhestand das Werk Bayreuth in acht Jahrhunderten, das 1993 erschien. Des Weiteren stammen unter anderem zahlreiche Beiträge im Archiv für Geschichte von Oberfranken und der Beilage „Heimatkurier“ der Bayreuther Tageszeitung Nordbayerischer Kurier aus seiner Feder.
Mit weit über dreihundert Publikationen zählt Müssel zu den produktivsten bayreuthischen Lokal- und Regionalhistorikern. Seine wissenschaftliche Heimat war der Historische Verein für Oberfranken, dem er als Vorstandsmitglied und langjähriger Schriftleiter des Archivs für Geschichte von Oberfranken diente.

## Auszeichnungen
- 26. Oktober 1987 Kulturpreis der Stadt Bayreuth[4]
- 1993 Ludwig-Gebhard-Preis der Oberfranken-Stiftung

## Werke
- Die Frühzeit der Bayreuther Fayencemanufaktur, 1970
- Familie von Gagern und Bayreuth, 1974
- Bayreuth, St. Georgen, Ordenskirche und Stiftskirche. 1. Auflage. Schnell & Steiner, München 1982.
- Bayreuth in acht Jahrhunderten. 1. Auflage. Gondrom, Bindlach 1993, ISBN 3-8112-0809-8.